# Daniel Robin
Daniel Robin (Bron, 1943. május 31. – Longueuil, Québec, Kanada, 2018. május 23.) kétszeres olimpiai ezüstérmes francia birkózó.

## Pályafutása
Az 1967-es új-delhi világbajnokságon aranyérmes lett. Az 1968-as mexikóvárosi olimpián ezüstérmet szerzett váltósúlyban szabad- és kötöttfogásban is.

## Sikerei, díjai
- Olimpiai játékok
  - ezüstérmes (2): 1968, Mexikóváros (szabad- és kötöttfogás, 78 kg)
- Világbajnokság – szabadfogás, 78 kg
  - aranyérmes: 1967, Új-Delhi